# North Pest Vipers 2006
Questa voce raccoglie le informazioni riguardanti i North Pest Vipers nelle competizioni ufficiali della stagione 2006.

## Amichevoli
| Alsóörs 10 giugno 2006 | North Pest Vipers | 36 – 0 | Pécs Gringos | Harley-Davidson Fesztivál (500 spett.) |

| Budapest 23 settembre 2006 | North Pest Vipers | 38 – 30 | Eger Heroes | BVSC Stadion (400 spett.) |

| Arbitro: | Szerényi |

| |           | |
| P. Lesi Q1 (TD) 1yd run D. Birkás Q1 (TD) 74yd pass from Á. Magócsi P. Lesi Q3 (TD) 5yd pass from Á. Magócsi | Marcatori | R. Kiss Q1 (TD) 13yd run Takács Q1 (pat) Á. Őri Q2 (TD) 13yd run Takács Q2 (pat) Á. Őri Q2 (TD) 13yd run Takács Q2 (pat) |

## Statistiche di squadra
| Competizione | %Vittorie | In casa | In casa | In casa | In casa | In casa | In casa | In trasferta | In trasferta | In trasferta | In trasferta | In trasferta | In trasferta | Totale | Totale | Totale | Totale | Totale | Totale |
| Competizione | %Vittorie | G       | V       | N       | P       | Pf      | Ps      | G            | V            | N            | P            | Pf           | Ps           | G      | V      | N      | P      | Pf     | Ps     |
| ------------ | --------- | ------- | ------- | ------- | ------- | ------- | ------- | ------------ | ------------ | ------------ | ------------ | ------------ | ------------ | ------ | ------ | ------ | ------ | ------ | ------ |
| Amichevoli   | .667      | 3       | 2       | 0       | 1       | 92      | 51      | 0            | 0            | 0            | 0            | 0            | 0            | 3      | 2      | 0      | 1      | 92     | 51     |
| Totale       | .667      | 3       | 2       | 0       | 1       | 92      | 51      | 0            | 0            | 0            | 0            | 0            | 0            | 3      | 2      | 0      | 1      | 92     | 51     |